# Mohammad Bagheri
Mohammad Bagheri (en persa: محمد باقری) ; (Estado Imperial de Irán, 1960-Teherán, 13 de junio de 2025) fue un oficial militar iraní del Cuerpo de la Guardia Revolucionaria Islámica (CGRI), que se desempeñó como Jefe de Estado Mayor de las Fuerzas Armadas de Irán de 2016 a 2025. Murió junto con otros oficiales superiores durante una serie de ataques aéreos lanzados por Israel el 13 de junio de 2025. Era el oficial militar de mayor rango en Irán en el momento de su muerte.

## Carrera
Bagheri, experto en inteligencia militar con experiencia que se remonta a la guerra Irán-Irak, tenía un doctorado en geografía política y, según se informa, impartía clases en la Universidad Suprema de Defensa Nacional de Irán. En 1980, se unió al CGRI.
Mohammad Bagheri era miembro de un grupo identificado por el American Enterprise Institute (AEI) como la Red de Comando del CGRI, que incluye a otros comandantes como Mohammad Ali Jafari, Ali Fadavi y Gholam Ali Rashid. Según el Proyecto de Amenazas Críticas de AEI, el grupo "domina las altas esferas del ejército iraní y controla la planificación, las operaciones, la inteligencia, las operaciones de guerra encubierta e irregular, y la seguridad interna". Fue ascendido desde su anterior puesto como subjefe de Estado Mayor de Inteligencia y Operaciones del Estado Mayor el 28 de junio de 2016, en sustitución de Hassan Firouzabadi.
En octubre de 2017, visitó a las tropas iraníes en la provincia de Alepo, en el norte de Siria.
En febrero de 2022, según Reuters, Bagheri anunció que Irán continuará avanzando en su programa de misiles balísticos, tanto "en términos de cantidad como de calidad".
El 21 de octubre de 2022, Un comunicado de prensa de la Casa Blanca afirmó que tropas iraníes se encontraban en Crimea ayudando a Rusia a lanzar ataques con drones. Bagheri era el comandante que supervisaba las ramas del ejército iraní que suministraban drones a Rusia.
El 3 de diciembre de 2023, Bagheri sugirió durante reuniones en Bagdad, Irak, que Irán podría intervenir directamente en la escalada de tensiones con Estados Unidos, en apoyo a los esfuerzos para expulsar a las fuerzas estadounidenses de la región.
El 17 de abril de 2025, Bagheri mantuvo conversaciones en Teherán con el ministro de Defensa de Arabia Saudita, Khalid bin Salman Al Saud, en las conversaciones de mayor repercusión entre ambos países en décadas.

## Vida personal
Bagheri nació en 1960.
Su hermano mayor, Hassan Bagheri, fue comandante en la guerra Irán-Irak.

## Sanciones
El 8 de abril de 2019, Estados Unidos designó a la Guardia Revolucionaria de Irán como organización terrorista extranjera. El primer ministro israelí, Benjamín Netanyahu, agradeció inmediatamente al presidente Donald Trump en Twitter.[17] Mohammad Bagheri declaró: «Consideramos que las tropas estadounidenses en Asia Occidental son terroristas y, si hacen algo, las enfrentaremos enérgicamente».
En 2022, tras la dura represión de los manifestantes durante las protestas de Mahsa Amini, Bagheri fue sancionado por Estados Unidos y Canadá. También fue sancionado por el Reino Unido en 2022 en relación con la guerra ruso-ucraniana.
En octubre de 2022, la Unión Europea (UE) sancionó a Bagheri por su participación en el suministro de drones a Rusia, utilizados en ataques contra Ucrania. Estas sanciones incluyeron la congelación de activos y la prohibición de viajar. Bagheri se burló públicamente de la sanción de la UE: "Tengo una propuesta humanitaria para la Unión Europea. Les autorizo a confiscar todas las propiedades y activos del mayor general Mohammad Bagheri de todas las cuentas bancarias del mundo y utilizarlos para comprar carbón para los ciudadanos europeos. Se avecina un invierno difícil", declaró Bagheri.
La decisión del Consejo de la UE declaró que Bagheri ha desempeñado un papel clave en el fortalecimiento de la cooperación en materia de defensa con Rusia. Esto incluye ayudar a desarrollar los drones Mohajer-6 y facilitar su entrega para su uso por las fuerzas rusas en la guerra contra Ucrania. El informe señala: "También participó en el desarrollo de los drones Mohajer-6 y su suministro a la Federación Rusa para su uso en la guerra de agresión contra Ucrania. Por lo tanto, el mayor general Mohammad Hossein Bagheri es responsable de apoyar acciones que socavan o amenazan la integridad territorial, la soberanía y la independencia de Ucrania".

## Muerte
Bagheri murió en los ataques israelíes de junio de 2025 contra Irán, según informaron tanto los medios estatales iraníes como el ejército israelí; fue sucedido por Abdolrahim Mousavi.